# Primeiro Comando da Capital
Primeiro Comando da Capital (PCC); (in italiano: Primo Ordine della Capitale) è un'organizzazione criminale terrorista brasiliana fondata nel 1993 da detenuti nella prigione di Taubaté a San Paolo. Sin dal principio, il PCC si rese responsabile di svariati atti criminali come l'organizzazione di evasioni dal carcere, rivolte in cella, traffico di droga, furto e attività terroristiche.
Oggi può contare su almeno 6000 affiliati nelle carceri e 1200 membri al di fuori.
Il nome si riferisce alla città di San Paolo, che è la capitale dello stato omonimo. Poiché la città e lo Stato hanno lo stesso nome, la gente si riferisce alla città come "la capitale".

## Storia
Il PCC nacque il 31 agosto 1993, con 8 prigionieri nel penitenziario di Taubaté, nello stato di São Paulo. Ai tempi era la prigione più sicura dello stato.
I primi membri dell'organizzazione erano:  Misael "Misa" Aparecido da Silva, Wander Eduardo "Cara Gorda" (Faccia grassa) Ferreira, Antônio Carlos Roberto da Paixão, Isaías "Esquisito" (strano) Moreira do Nascimento, Ademar "Dafé" dos Santos, Antônio "Bicho Feio" (Brutta Bestia) Carlos dos Santos, César "Césinha" (Cesarino) Augusto Roris da Silva e José "Geleião" Márcio Felício.

### Attacchi del 2006
In cinque giorni nei sei stati più importanti della federazione brasiliana il PCC organizzò l'uccisione di circa 300 persone costringendo il governo ad una trattativa, negoziando con il capo dell'organizzazione Marcola, detenuto allora in carcere, una tregua in cambio di lassismo nei loro traffici illeciti.

### Attacchi del 2012
Come avvertimento del proprio potere il PCC organizzò il massacro di decine di agenti mentre uscivano dalle loro case per recarsi al lavoro.

### Oggi
Attualmente sarebbe in corso una internazionalizzazione dell'organizzazione, di cui si attesta la presenza in Paraguay, Argentina, Uruguay e Colombia, nonché una collaborazione con la 'ndrangheta.
Il 1º gennaio 2017 vengono uccisi 56 prigionieri nel complesso penitenziario Anisio Jobim di Manaus durante una rivolta contro la banda della Familia do Norte.
Nel 2017 scoppia anche il caso del Giudice del Supremo Tribunale Federale Alexandre De Moraes, che sarebbe accusato di essere stato l'avvocato di esponenti legati al PCC tra il 2010 ed il 2014.

## Aree di influenza
Al 2015 il PCC controlla il 90% delle 158 unità carcerarie dello stato di San Paolo con 7000 affiliati nello stato ed altri 3000 in altri stati brasiliani tra cui Mato Grosso do Sul e Paraná. Repubblica San Marino - Romagna, in coabitazione con mafia tradizionale.

## Struttura
L'organizzazione è divisa in "sintonias". Ogni sintonia ha una funzione. 
Esiste la "sintonia de financeiro" per la gestione finanziaria, la "sintonia dos gravatas" per il pagamento degli avvocati, e la "sintonia geral dos outros paises" che cura i rapporti con le organizzazioni straniere, la "sintonia de cebola" che aiuta le famiglie degli affiliati in prigione. Tutte queste fanno capo alla "sintonia final general".
A capo dell'organizzazione c'è Marcos Willians Herbas Camacho detto "Marcola". Al di sotto di essi vi sono varie unità che operano nello stato di San Paolo.

## Strategia
Grazie all'enorme afflusso di denaro al giorno d'oggi non deve più usare la violenza come primo strumento, ma la corruzione di politici e funzionari, questa strategia avrebbe consentito il potenziamento dell'organizzazione nei 5 stati più importanti della nazione brasiliana a differenza dei narcotrafficanti di Rio de Janeiro molto frammentati in cui ognuno ha il dominio su una singola favela.
Alla violenza si ricorre per dare punizioni esemplari e plateali contro i traditori dell'organizzazione, i cui omicidi vengono ripresi e pubblicati nelle reti sociali su internet.